# هشام العمراني
هشام العمراني لاعب كرة قدم مغربي يلعب في مركز مدافع أوسط، ولد في 25 نوفمبر 1985، لعب لأندية عديدة من بينها نادي الكوكب المراكشي ونادي الرجاء البيضاوي والمغرب التطواني ونادي الوداد البيضاوي، وفي يوليو 2015 تعاقد مع نادي الجيش الملكي.

## روابط خارجية
- هشام العمراني على موقع الاتحاد الدولي (مؤرشف)  (الإنجليزية)
- هشام العمراني على موقع قاعدة بيانات كرة القدم.إي يو (الإنجليزية)

## إحصائيات
| النادي          | الموسم | الدوري المغربي | الدوري المغربي | كأس العرش | كأس العرش | دوري أبطال إفريقيا | دوري أبطال إفريقيا | كأس الإتحاد الإفريقي | كأس الإتحاد الإفريقي | المجموع | المجموع |
| النادي          | الموسم | الظهور         | الأهداف        | الظهور    | الأهداف   | الظهور             | الأهداف            | الظهور               | الأهداف              | الظهور  | الأهداف |
| --------------- | ------ | -------------- | -------------- | --------- | --------- | ------------------ | ------------------ | -------------------- | -------------------- | ------- | ------- |
| الوداد البيضاوي | 12/11  | 24             | 1              | 3         | 0         | 6                  | 0                  | 0                    | 0                    | 33      | 1       |
| الوداد البيضاوي | 13/12  | 11             | 2              | 3         | 0         | 0                  | 0                  | 10                   | 1                    | 24      | 3       |
| الوداد البيضاوي | 14/13  | 5              | 0              | 3         | 1         | 0                  | 0                  | 0                    | 0                    | 8       | 1       |
| الوداد البيضاوي | 15/14  | 28             | 4              | 3         | 0         | 0                  | 0                  | 0                    | 0                    | 31      | 4       |